# りょうけん座
りょうけん座（りょうけんざ、猟犬座、Canes Venatici）は星座の1つ。17世紀後半にヨハネス・ヘヴェリウスが考案した、比較的歴史の新しい星座である。1922年に国際天文学連合 (IAU) によって現行の88星座に選定された。

## 主な天体

### 恒星
以下の4個の恒星には国際天文学連合 (IAU) によって固有名が認証されている。
- α星：りょうけん座で最も明るい恒星。有名な実視連星。主星であるα2星は回転変光星の一種である「りょうけん座α2型変光星」のプロトタイプとされており[4][5]、「コル・カロリ[2] (Cor Caroli[3])」という固有名が付けられている。
- β星：見かけの明るさ4.25等のG型主系列星[6]。太陽に特徴が似た恒星「ソーラーアナログ」の1つとされる。Aa星には「カラ[2](Chara[3])」という固有名が付けられている。
- Y星：炭素星に分類される赤色巨星でSRB型の半規則型変光星[7]。その赤い色の美しさに感激したアンジェロ・セッキによって名付けられた、ラテン語で「壮麗なもの」という意味の「ラスペルバ[8](La Superba[3])」という固有名を持つ。「γ（ガンマ）」と見間違えやすいが、ラテン文字の「Y（ワイ）」であることに注意。なお、りょうけん座にはγ星は存在しない。
- HAT-P-36：IAUの100周年記念行事「IAU100 NameExoworlds」でアイルランドに命名権が与えられ、主星はTuiren、太陽系外惑星はBranと命名された[9]。

その他、以下の恒星が知られている。
- AM星：激変星。
- RS星：近接連星系の爆発変光星「りょうけん座RS型変光星」のプロトタイプ[5]。

### 星団・星雲・銀河
- M3：球状星団

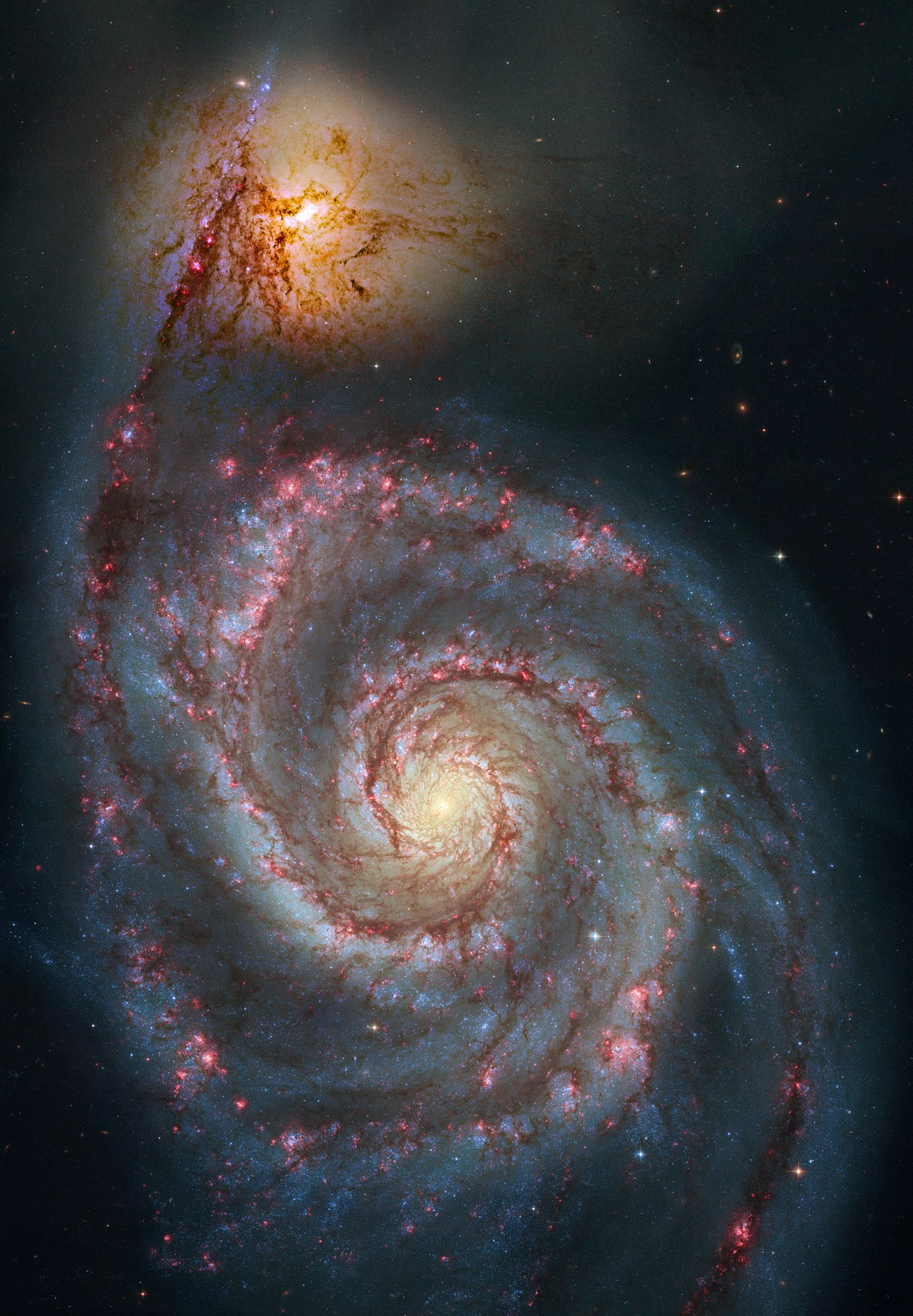
ハッブル宇宙望遠鏡が撮像した子持ち銀河

- M51：渦巻銀河。渦巻状であることが初めて確認された銀河。伴銀河NGC 5195を従えた姿から「子持ち銀河[10]」の通称で知られる。
- M63：渦巻銀河。「ひまわり銀河[11][12][13]」の通称で知られる。
- M94：渦巻銀河
- M106：渦巻銀河。中心部に太陽の3600万倍もの質量を持つ超大質量ブラックホールと思われる天体の存在が確認されている。

### その他
- GRB 090429B - 2022年現在、最も遠くで発生したとされるガンマ線バースト。

## 由来と歴史

ウィレム・ブラウ製作の天球儀（1602年）。中央上部に熊を追う2匹の猟犬の姿が描かれている。スコークロステル城の所蔵品。

1687年、ヨハネス・ヘヴェリウスの遺稿となった著書『Prodromus Astronomiae』の中で、うしかい座に引き連れられて大熊を追う2匹の猟犬の星座「Canes Venatici」として描かれた。ヘヴェリウスは星図と星表の中で、北側の犬にギリシャ語で「小さな星」を意味する「アステリオン (Asterion)」と、南側の犬にギリシャ語で「楽しみ」を意味する「カラ (Chara)」とそれぞれ名付けている。
ヘヴェリウス以前にも「うしかい座に引き連れられた2匹の猟犬」というモチーフが星図に描かれた例が存在した。まず、ドイツの人文主義者ペトルス・アピアヌスが1533年に描いた星図にうしかい座に連れられた猟犬の絵が描かれていた。しかしこれは、現在のりょうけん座と位置や向いている方角が異なり、また特定の星と結び付けられたものではないため、りょうけん座の起源とは見做されていない。一方で、1602年にオランダの地図製作者ウィレム・ブラウが製作した天球儀には、ヘヴェリウスに比べると半分程度の領域でしかないものの、うしかい座が従えた2匹の犬がおおぐま座を追う姿が描かれている。この領域の2つの明るい星を2匹の犬に見立てたのはこれが初めての試みであることから、星座の近代史に詳しいイアン・リドパスは「りょうけん座の発案にブラウの功績があったことは否めない」としている。
1922年5月にローマで開催されたIAUの設立総会で現行の88星座が定められた際にその1つとして選定された。
新しい星座のため、神話はない。

### 中国

太微垣の星を当てはめた星図。りょうけん座の恒星は左上の「常陳」の一から六が該当している。

中国の天文では、りょうけん座の星々は北天を3つの区画に分ける「三垣」の1つ「太微垣」の中にある「常陳」と呼ばれる星官を成していた。常陳は、α・10・9・β・6・2の6つの星とおおぐま座67番星で形作られていた。一部の暗い星は三垣の紫微垣にある「三公」と「相」という星官を形作っていた。三公は24番星と21番星の2つと不明の星の3つの星で形作られた。相は5番星単独による星官であった。

## 呼称と方言
1879年（明治12年）、木村一歩や内田正雄らによってノーマン・ロッキャーの著書『Elements of Astronomy』を訳した『洛氏天文学』が刊行された際は、訳語が充てられずラテン語の「カネスベナチシ」と英語の「ハンチングドッグ」という読みだけが示された。その後、1908年（明治41年）に創刊された日本天文学会の会誌『天文月報』の第1号では「猟犬」という訳語が充てられた星図が掲載されている。1925年（大正14年）に創刊された『理科年表』では「猟犬（かりいぬ）」と読み仮名が振られており、以降この呼び名が使われた。1944年（昭和19年）、天文学用語の整理統一を目的として学術研究会議の天文学術語委員会より刊行された『天文術語集』でも「かりいぬ」という読みが採用されていた。
戦後の1952年（昭和27年）7月、日本天文学会は「星座名はひらがなまたはカタカナで表記する」として、新たに刊行した『天文述語集』の中で多くの星座の表記を変更した。この際、Canes Venaticiの訳名も「りょうけん」と改められ、以降この呼び名が継続して用いられている。